# Jan Kvíčala (šachista)
Jan (Hansi) Kvicala (Kvíčala) (1868 – 10. února 1939 Praha) byl český šachový mistr.
Žil v Praze, kde se účastnil turnajů. V roce 1891 zvítězil ve 3. Kongresu České šachové asociace. Prohrál hru s Oldřichem Důrasem (4 : 5) v roce 1902. V roce 1906 obsadil 2. místě za Důrasem, v roce 1908 obsadil 18. místo v Praze v Pražském šachovém turnaji (zvítězili Důras a Carl Schlechter),. V roce 1909 porazil Karla Hromádku (3 : 1), a umístil se na 2. místo za Důrasem v roce 1910.
Dr. Jan Kvíčala zvítězil v souboji s Wilhelmem Cohnem (1.5 : 0.5) v přátelském utkání Berlín vs. Praha v roce 1913.